# Extraction par sorption dans l'espace de tête

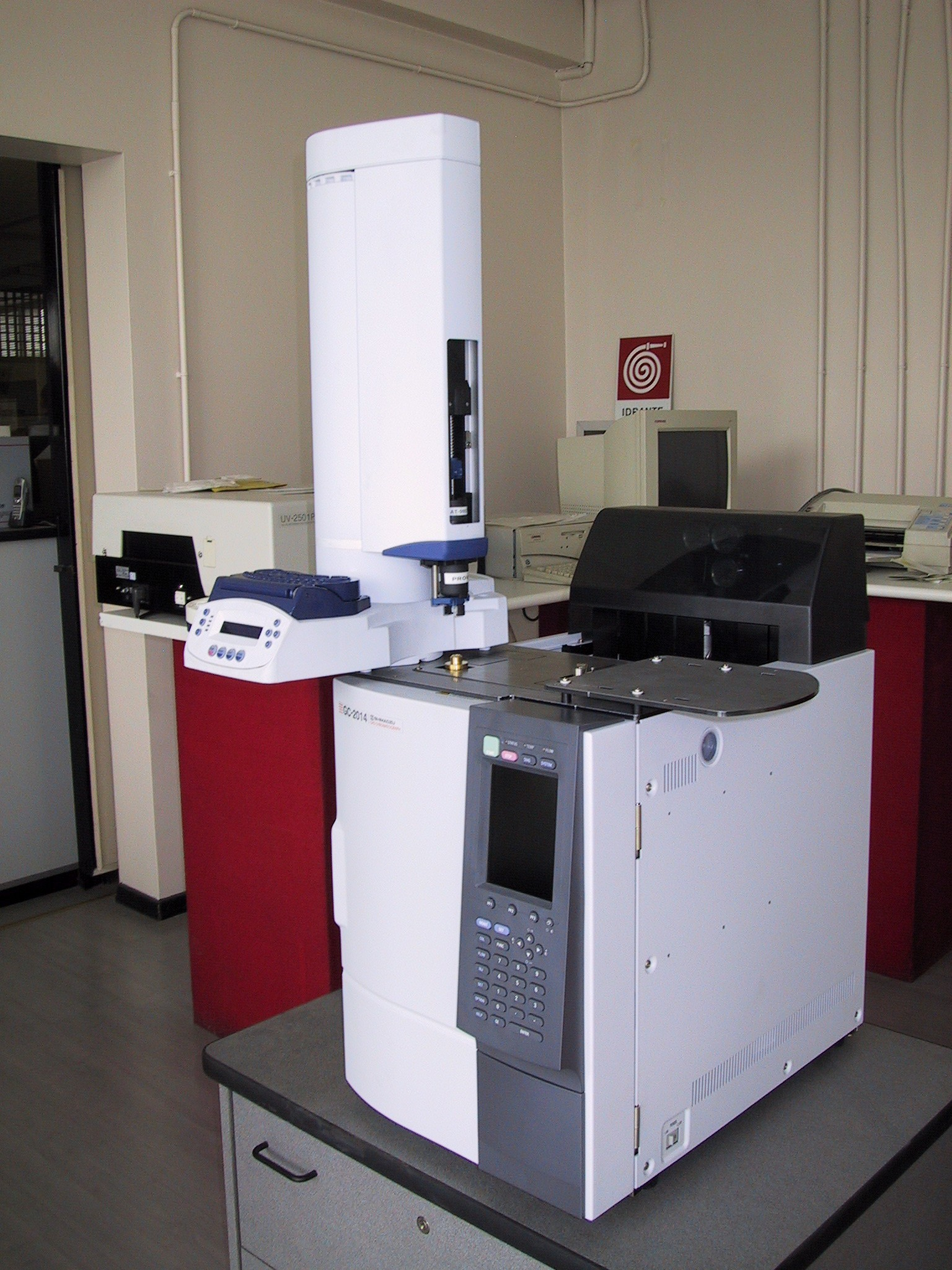
Chromatographe en phase gazeuse (GC) analysant des composés odorants.

Ne doit pas être confondu avec Espace de tête.
 (avril 2015).
Si vous disposez d'ouvrages ou d'articles de référence ou si vous connaissez des sites web de qualité traitant du thème abordé ici, merci de compléter l'article en donnant les références utiles à sa vérifiabilité et en les liant à la section « Notes et références ».
En chimie analytique, l'extraction par sorption dans l'espace de tête ou en anglais  head space sorptive extraction (HSSE) est une technique de microextraction sur phase solide développée dans les années 1970 afin d'identifier les composés odorants présents dans l'air environnant divers objets (environnement appelé headspace, « espace de tête »). Habituellement, les objets odorants d'intérêt sont des plantes, des fleurs, des aliments et leurs emballages (le headspace d'une bouteille désigne plus particulièrement l'espace entre le liquide et le bouchon). Des techniques similaires sont également utilisées pour analyser les odeurs intéressantes de lieux et d'environnements tels que les magasins de thé, les scieries. Une fois les données analysées, les parfums peuvent alors être reconstitués par un parfumeur. Cette technique est notamment utilisée lorsque les odeurs naturelles et agréables d'une fleur sont impossibles à obtenir sous forme d'huiles essentielles grâce aux techniques d'extraction.

## Définition
Le headspace (espace de tête) est l'espace de gaz au-dessus de l'échantillon liquide ou solide, dans un flacon. Les composants volatils de l'échantillon diffusent dans la
phase gazeuse, formant le gaz d'espace de tête. L'analyse de l'espace de tête est donc l'analyse des composants présents dans ce gaz. Elle est généralement définie comme une extraction en phase vapeur, impliquant la séparation des analytes entre un liquide non volatil ou d'une phase solide et la phase vapeur au-dessus du liquide ou solide. Cette analyse est souvent réalisée en couplant la microextraction sur phase solide (SPME) par espace de tête avec un chromatographe en phase gazeuse (GC).

## Historique
Le headspace est une technique développée par Roman Kaiser (en), expert olfactif, botaniste et chimiste né en Suisse en 1945 et travaillant pour la société Givaudan. 
À l'origine, son travail consistait à analyser et reconstituer les senteurs naturelles. Un des projets pour lequel il a utilisé la technique du headspace est pour mesurer et caractériser les senteurs de la forêt tropicale. 
Développée dans les années 1970, elle était utilisée pour reconstituer l’odeur naturelle des fleurs. Cette technique est privilégiée afin de reproduire une odeur équivalente à la fleur vivante sur le plan olfactif. On parle d'ailleurs souvent de technologie des fleurs vivantes.
En général, la fleur vivante ou coupée est introduite dans une cloche en verre où circule un gaz vecteur qui entraine les molécules odorantes avant que celles-ci soient concentrées sur un absorbant (charbon activé, polymère). Elles sont ensuite désorbées et analysées par chromatographie en phase gazeuse. Le headspace est une technique permettant l’introduction d’un échantillon gazeux directement dans le chromatographe.

## Application
L’échantillonnage d'espace de tête est utilisé pour l'analyse qualitative ou quantitative de substances volatiles dans les échantillons d'une matrice liquide ou solide. C’est aussi une technique pour l'analyse d'échantillons où la totalité de l'échantillon ne doit pas être injectée dans l'instrument de GC, par exemple lorsqu’elle présente des impuretés. L’échantillonnage d'espace de tête est particulièrement favorable pour l'analyse des traces. Les analyses couramment effectuées sont entre autres pour les composés organiques volatils provenant des eaux usées et des échantillons de terre contaminés, pour les solvants résiduels dans les emballages et les produits pharmaceutiques, pour le dépistage d'alcoolémie et de la toxicologie, pour les composants aromatiques des aliments et boissons ainsi que pour l’analyse de gaz à partir d'huiles.

## Appareillage

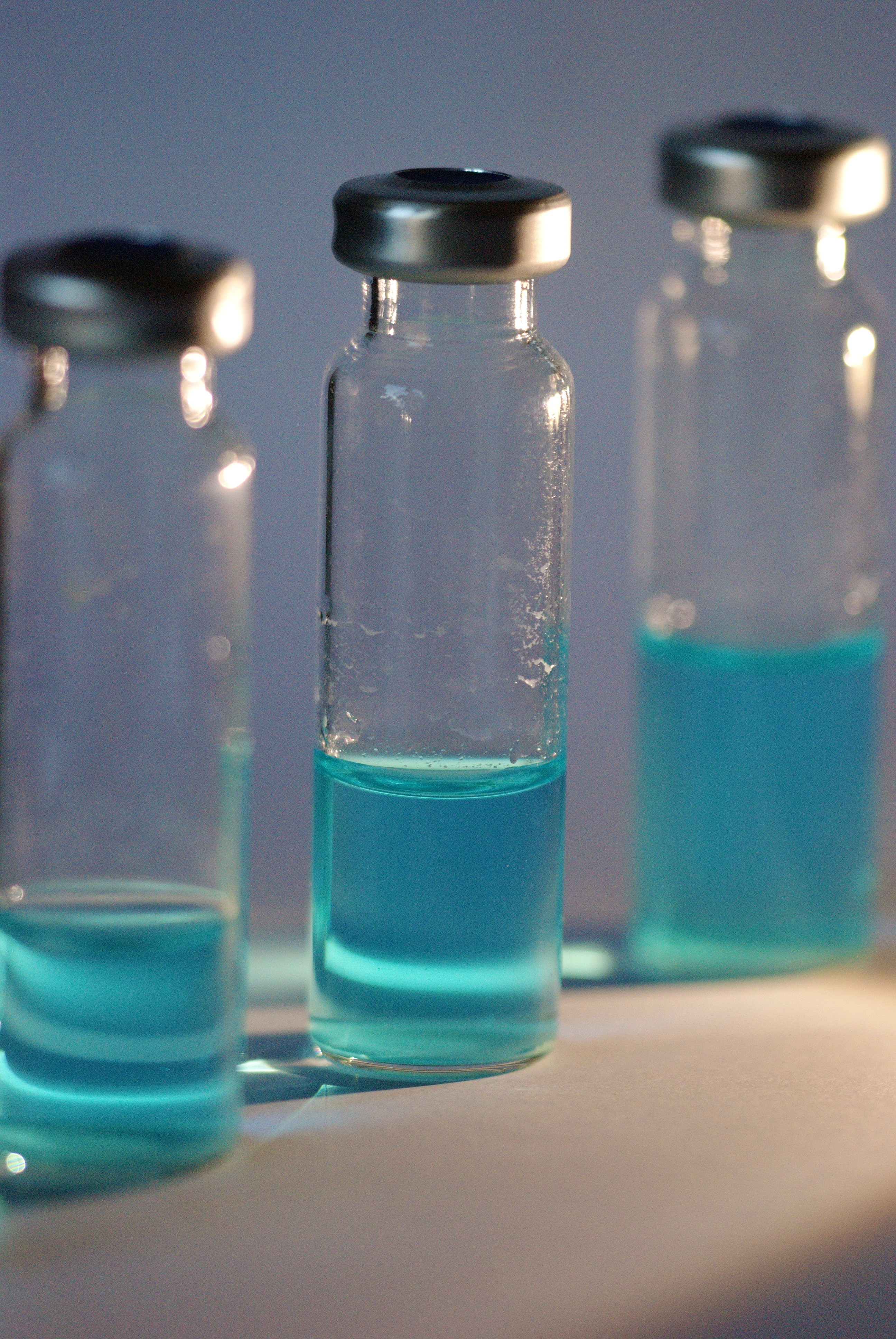
Exemple de flacons utilisés dans la technique de headspace.

Un espace de tête est constitué des éléments suivants : un plateau d'échantillon, une ligne de transfert, un régulateur de pression et de débit, l’entrée du gaz porteur et la mise sous pression du flacon. Aux conditions initiales, la valve de pressurisation est ouverte. Le gaz auxiliaire vide la valve d'échantillonnage, la boucle d'échantillon et l'aiguille de prélèvement. Le gaz porteur s’écoule dans l’injecteur du GC à travers la vanne d'échantillonnage. À la mise sous pression du flacon sous pression, à la fin du temps de mise en équilibre, l'agitation s’arrête. Les flacons se déplacent en ligne avec la sonde de prélèvement et la tige mécanique soulève le flacon sur la sonde de prélèvement. La soupape de surpression se ferme. La sonde de prélèvement perce le septum du vial. La soupape de surpression s’ouvre à nouveau, permettant au gaz d'entrer dans le flacon pendant le temps de pressurisation. La valve se referme. Pour le remplissage de la boucle d'échantillonnage, le purgeur s’ouvre et le gaz de l'espace libre remplit la boucle d'échantillon. On évacue ensuite la pression atmosphérique à travers la sortie de ventilation. Un court temps de remplissage de la boucle (2 à 5 secondes) peut laisser de la pression dans la boucle équilibrée pour permettre à plus d’analyte d’être injecté. Un plus long temps de remplissage (10 à 15 secondes) équilibre la pression de la boucle à la pression atmosphérique. Pour ce qui est de l’injection de l'échantillon, la valve d’échantillon amène la boucle d'échantillon en ligne avec l'écoulement de gaz porteur. Le gaz porteur s’écoule dans la boucle d'échantillon et dans la ligne de transfert dans l'orifice d'entrée de GC. Ceci balaie l'échantillon dans le GC. À la fin du cycle et à la récupération du flacon, le flacon contenant l’échantillon retourne dans le carrousel. Ce dernier tourne et soulève le flacon dans le plateau de départ. La valve de purge s’ouvre et l'échantillonneur retourne à la configuration de départ.

## Principe de base
De façon générale, un échantillon d'espace de tête est normalement préparé dans un flacon contenant l'échantillon, le solvant de dilution, un modificateur de matrice et l'espace de tête. Un échantillon de gaz dans l'espace de tête est injecté dans un système de GC pour la séparation de tous les composants volatils. Afin d’augmenter la volatilité des composés, des réactifs de dérivation peuvent être utilisés. Ces composés augmentent aussi la sensibilité et la performance de la chromatographie. En effet, des composés tels que des acides, des alcools et des amines sont difficiles à analyser en raison de la présence d'atomes d'hydrogène réactifs. Ils peuvent réagir avec la surface de l'orifice d'injection ou de la colonne d'analyse et entraîner des pointes de décantation et une faible réponse. Ils peuvent aussi être très solubles dans l’échantillon, provoquant une mauvaise répartition dans l’espace de tête, menant à une faible réponse. Les techniques de dérivation les plus courantes sont les suivantes : l’estérification, l’acétylation, la silylation et l’alkylation.
La tendance pour un composé de passer en phase gazeuse est déterminée par la constante de partage K :
K = Cc/Cg
avec :
- Cc, la concentration de l’analyte dans la phase condensée (la matrice de l’échantillon) ;
- Cg, la concentration dans la phase gazeuse (l’espace de tête).

Plus K est petit, plus le composé se retrouve dans la phase gazeuse et meilleure est l’analyse. Il est possible de diminuer K et d’améliorer la sensibilité de différentes façons :
- en ajoutant des sels comme le chlorure de sodium (NaCl) et le sulfate de sodium (Na2SO4) à la matrice si celle-ci est en phase aqueuse (salting out) ;
- en ajoutant un autre liquide à la matrice ;
- en augmentant la température.

Pour ce qui est de l’augmentation de température, plus on chauffe plus il y aura de l’analyte dans la phase gazeuse. Par contre, à long terme, cela peut entrainer la dégradation de l’échantillon ou la surpression du flacon pouvant le bloquer dans l’appareil.

## Techniques utilisées

### Microextraction sur phase solide
La microextraction sur phase solide par espace de tête (solid phase micro extraction headspace ou SPME headspace) est une technique de séparation et de concentration des composés volatils et semi-volatils. Cette technique préparatoire ne nécessite pas l’ajout de solvant pour éluer les solutés, mais simplement une fibre microporeuse pour adsorber les
composés d’intérêt. Il a été établi que la fibre polyacrylate est plus appropriée pour l'analyse des composés plus polaires, tandis que les fibres de polydiméthylsiloxane sont recommandées pour les constituants non polaires. Introduite au début des années 1990, la SPME espace de tête sert surtout pour les analyses de produits naturels (parfums, odeurs), environnementaux, biologiques, alimentaires, pharmaceutiques. Le principe de base repose sur un équilibre entre les phases aqueuses ou solides de la matrice et la phase vapeur contenant les analytes. Le processus est considéré comme complet lorsque la concentration de l'analyte a atteint l'équilibre entre la matrice et le revêtement de la fibre. Les analytes organiques sont extraits et concentrés dans la fibre microporeuse. Un des avantages de la SPME espace de tête est qu’elle peut être utilisée à température pièce, par contre, le temps de récolte peut être assez long pour les composés peu volatils. De plus, le temps d’extraction est élevé lorsque le revêtement est saturé d’analyte. Un autre point limitant de cette technique est que ce procédé est non sélectif pour les composés en phase gazeuse. Le détecteur majoritairement utilisé pour cette technique est le spectromètre de masse par trappe ionique. La SPME headspace est une technique très efficace pour l’analyse des composés organiques, car ils ont généralement des constantes de Henry (en) élevées.
En conclusion, la SPME headspace combine l’extraction, la concentration et le transfert des composés directement dans l’injecteur du GC.

### Échantillonnage dynamique
Cette technique, aussi connue sous le nom de purge and trap, est basée sur l’accumulation des composés volatils dans une trappe. Elle implique le passage du gaz porteur à travers un échantillon liquide, le piégeage des analytes volatils sur un sorbant et la désorption sur un GC. Dans ce procédé, l’équilibre entre les phases n’est jamais atteint. C’est une méthode de choix pour l’analyse de composés organiques volatils de très faibles concentrations (ppb et ppt) dans les matrices aqueuses. L’espace de tête dynamique est souvent utilisé lorsqu’un degré élevé de concentration de l’analyte est nécessaire.

### Échantillonnage statique
L’échantillonnage statique est la méthode classique et la plus simple pour analyser l’espace de tête pour la première fois. Il suffit de placer l’échantillon dans un flacon étanche au gaz et de sceller le flacon à l’aide d’un septum. Une seringue est utilisée pour prélever les vapeurs à l’intérieur du vial. Contrairement à l’échantillonnage dynamique, les composés vont atteindre l’équilibre.
L’échantillonnage d'espace de tête statique est principalement utilisé pour des applications dans des intervalles de concentration élevées.  Son excellente sensibilité, sa reproductibilité
et sa stabilité font d’elle une méthode de choix en analyse médico-légale.

## Méthode d'extraction du gaz

### Simple (Single)
Cette méthode consiste à faire une seule extraction qui sera transférée au chromatographe gazeux. Le traitement des données est identique au GC traditionnel. Cette méthode est utilisée lorsque les effets de la matrice sont nuls ou négligeables (pas la même matrice dans le standard que dans l’échantillon) ou si les effets de la matrice sont importants et qu’il est possible de préparer des standards dans la même matrice que l’échantillon.

### Extraction d'espace de tête multiple (Multiple headspace extractionou MHE)
Cette méthode consiste à faire plusieurs extractions successivement prélevées puis transférées au GC, ce qui donnera plusieurs signaux correspondant à chaque échantillon. Le traitement de données
est plus complexe que pour l’extraction simple. Cette méthode est utilisée lorsque les effets de la matrice sont importants et qu’il est impossible de préparer des standards dans la même matrice que l’échantillon. Finalement, l’analyse devient totalement indépendante de la matrice.

## Avantages et inconvénients

### Avantages
Un des avantages de cette méthode est que comme aucun solvant n’est ajouté, l’échantillon n’est pas abimé; ce qui réduit les coûts d’utilisation. Ainsi, cette méthode est beaucoup plus environnementale, car il n’y a pas de solvant organique à éliminer. À la fin des analyses, le produit de départ est intact. De plus, c’est une technique intéressante au niveau du transport.
En effet, l’extraction du gaz d’espace de tête peut se faire en dehors du laboratoire puisqu’elle nécessite peu de matériel. Il suffit ensuite que de rapporter l’échantillon au laboratoire pour la désorption de l’analyte et l’injection dans le GC. Aussi, cette technique nécessitant aucune préparation de l’échantillon et se fait à la température de la pièce.

### Inconvénients
Cette méthode est très sensible sur le temps d’exposition entre la fibre et la phase gazeuse. L’équilibre dans la phase gazeuse peut être long à atteindre pour les composés peu volatils. Pour un simple échantillonnage de fleur, le temps d’analyse varie entre trente minutes et deux heures d’acquisition. Cependant, une surexposition de la fibre aux analytes volatils entraîne une saturation et ne permettrait pas la reproductibilité de l’analyse.